# Bromanisole
| Gefahrensymbol |

| keine GHS-Piktogramme |

| Gefahrensymbol |

Die Bromanisole bilden in der Chemie eine Stoffgruppe, die sich sowohl vom Anisol als auch vom Brombenzol ableitet. Die Struktur besteht aus einem Benzolring mit angefügter Methoxygruppe (–OCH3) und Brom (–Br) als Substituenten. Durch deren unterschiedliche Anordnung (ortho, meta oder para) ergeben sich drei Konstitutionsisomere mit der Summenformel C7H7BrO.

## Darstellung
Bromanisole können aus den Bromphenolen durch Veretherung mit Dimethylsulfat dargestellt werden. 
4-Bromanisol erhält man aus Anisol durch Bromierung mit elementarem Brom.
Die Sandmeyer-Reaktion ausgehend von 2-Methoxyanilin liefert 2-Bromanisol.